# Talara niveata
Talara niveata là một loài bướm đêm thuộc phân họ Arctiinae, họ Erebidae.